# Simpang Rengam
Simpang Renggam, ook Simpang Rengam is een plaats en gemeente (majlis daerah; district council) in de Maleisische deelstaat Johor.
De gemeente telt 47.500 inwoners.